# Felipe Ángeles, Veracruz
Felipe Ángeles är en ort i Mexiko.   Den ligger i kommunen Las Choapas och delstaten Veracruz, i den sydöstra delen av landet, 600 km öster om huvudstaden Mexico City. Felipe Ángeles ligger 217 meter över havet och antalet invånare är 837.
Terrängen runt Felipe Ángeles är lite kuperad. Runt Felipe Ángeles är det ganska glesbefolkat, med 40 invånare per kvadratkilometer. Felipe Ángeles är det största samhället i trakten. I omgivningarna runt Felipe Ángeles växer i huvudsak städsegrön lövskog.